# 世界長者番付
世界長者番付（せかいちょうじゃばんづけ、英: The World's Billionaires）は、アメリカの経済誌『フォーブス』が毎年3月に発表する世界の個人資産番付である。リストに掲載されている個人の純資産は文書化された資産と負債の会計に基づいて算出され、アメリカドルによって表記される。このランキングでは国における権力や支配的な地位によって富を所有している独裁者や王室などは除外されている。
Onebox Newsの報道によると2016年の世界長者番付の上位8人は世界の富のピラミッドの下位36億人と同等の富を保有している。

## 算出方法
フォーブスは毎年、世界各地の富裕層の資産動向を追跡するために16ヶ国で50人以上を超える記者によって構成される記者団を抱えている。記者団は1年を通じてリストに掲載される可能性のある候補者や従業員、ライバル、弁護士、証券アナリストなどを含む関係者に対して聞き取りを行う。その後、該当人物の土地や住宅、車、絵画などの資産の価値が算出される。そして、最後にリスト発表の1ヶ月前に所有する上場企業の株式の評価額を見積もり、前述の資産と現金を含む個人資産を評価し、負債を計上する。保有する株式が非公開企業である場合には収益やその見積もり類似する上場企業の株価売上高倍率や株価収益率と結びつけることで評価される。
また、デュポン家のように多くの家族に資産が分散しているようなケースでは家族全体の資産が10億ドルを超えていても個人で10億ドルに満たないケースでは含まれない。しかし、個人資産が10億ドルを超える個人が資産を生きているうちに家族に分けるなどして富を移転した場合にはその個人が生きている間では該当人物の富としてリストに掲載される。その様なケースの場合リスト上では「（個人名）とその家族」（& family）といった形で表記される。
但し前述のように国における権力や支配的な地位によって富を所有している独裁者や王室などはランキングに含まれない。

## 年間ランキング

### ガイド
| アイコン | 説明                             |
| -------- | -------------------------------- |
| 増減なし | 前回のランキングから変更はない。 |
| 増加     | 前回のランキングより増加した。   |
| 減少     | 前回のランキングから減少した。   |

### 2020年
世界の億万長者の第34回フォーブスリストでは、リストには、2019年から58人のメンバーと7000億ドル減少し、総純資産が8兆ドルの2,095億万長者が含まれていた。リストは3月18日の時点で最終決定されたため、すでにコロナウイルスのパンデミックの影響を部分的に受けていた。
| 順位 | 氏名                    | 国籍           | 資産 (USD) | 富の源                   | 年齢 |
| ---- | ----------------------- | -------------- | ---------- | ------------------------ | ---- |
| 1    | ジェフ・ベゾス          | アメリカ合衆国 | 1130億ドル | Amazon.com               | 56   |
| 2    | ビル・ゲイツ            | アメリカ合衆国 | 980億ドル  | マイクロソフト           | 64   |
| 3    | ベルナール・アルノー    | フランス       | 760億ドル  | LVMH                     | 71   |
| 4    | ウォーレン・バフェット  | アメリカ合衆国 | 675億ドル  | バークシャー・ハサウェイ | 89   |
| 5    | ラリー・エリソン        | アメリカ合衆国 | 590億ドル  | オラクル                 | 75   |
| 6    | アマンシオ・オルテガ    | スペイン       | 551億ドル  | インディテックス、ザラ   | 84   |
| 7    | マーク・ザッカーバーグ  | アメリカ合衆国 | 547億ドル  | Facebook                 | 35   |
| 8    | ジム・ウォルトン        | アメリカ合衆国 | 546億ドル  | ウォルマート             | 71   |
| 9    | アリス・ウォルトン      | アメリカ合衆国 | 544億ドル  | ウォルマート             | 70   |
| 10   | S・ロブソン・ウォルトン | アメリカ合衆国 | 541億ドル  | ウォルマート             | 77   |

### 2019年
世界の億万長者の第33回フォーブスリストには、2018年から55人の会員と4,000億ドル減少し、総純資産が8.7兆ドルの2,153億万長者が含まれていた。  米国は引き続き世界で最も億万長者が多く、609の記録を残したが、中国は324に減少した（香港、マカオ、台湾）。
| 順位 | 氏名                     | 資産 (USD) | 年齢 | 国籍           | 富の源                               |
| ---- | ------------------------ | ---------- | ---- | -------------- | ------------------------------------ |
| 1    | ジェフ・ベゾス           | 1310億ドル | 55   | アメリカ合衆国 | Amazon.com                           |
| 2    | ビル・ゲイツ             | 965億ドル  | 63   | アメリカ合衆国 | マイクロソフト                       |
| 3    | ウォーレン・バフェット   | 825億ドル  | 88   | アメリカ合衆国 | バークシャー・ハサウェイ             |
| 4    | ベルナール・アルノー     | 760億ドル  | 70   | フランス       | LVMH                                 |
| 5    | カルロス・スリム         | 640億ドル  | 79   | メキシコ       | アメリカ・モービル、カルソ・グループ |
| 6    | アマンシオ・オルテガ     | 627億ドル  | 82   | スペイン       | インディテックス、ザラ               |
| 7    | ラリー・エリソン         | 625億ドル  | 74   | アメリカ合衆国 | オラクル                             |
| 8    | マーク・ザッカーバーグ   | 623億ドル  | 34   | アメリカ合衆国 | Facebook                             |
| 9    | マイケル・ブルームバーグ | 555億ドル  | 77   | アメリカ合衆国 | ブルームバーグ                       |
| 10   | ラリー・ペイジ           | 508億ドル  | 45   | アメリカ合衆国 | Alphabet (企業)                      |

### 2018年
上位20人の純資産合計額は1.2兆ドルを超えリスト全体の13%を占め、ビリオネア（億万長者）内での格差は拡大している。昨年から新たに165人がランクインしビリオネアの人数は2208人となった。ジェフ・ベゾスの純資産はアマゾンの株価の上昇により大幅に引き上げられ1120億ドルでビル・ゲイツを抜き初めて世界長者番付で世界でも最も豊かな人物となった。ベゾスは僅か1年で純資産を350億ドル以上増やし、1987年の統計開始以来最大の上昇幅となると共に史上初めての純資産1000億ドルを超えた人物となった。
ベゾス以前に最も1000億ドルに近づいたのは1999年のビル・ゲイツが記録した900億ドル。
| 順位 | 氏名                   | 資産       | 年齢 | 国籍           | 富の源                               |
| ---- | ---------------------- | ---------- | ---- | -------------- | ------------------------------------ |
| 1    | ジェフ・ベゾス         | 1120億ドル | 54   | アメリカ合衆国 | Amazon.com                           |
| 2    | ビル・ゲイツ           | 900億ドル  | 62   | アメリカ合衆国 | マイクロソフト                       |
| 3    | ウォーレン・バフェット | 840億ドル  | 87   | アメリカ合衆国 | バークシャー・ハサウェイ             |
| 4    | ベルナール・アルノー   | 720億ドル  | 69   | フランス       | LVMH                                 |
| 5    | マーク・ザッカーバーグ | 710億ドル  | 33   | アメリカ合衆国 | Facebook                             |
| 6    | アマンシオ・オルテガ   | 700億ドル  | 81   | スペイン       | インディテックス、ザラ               |
| 7    | カルロス・スリム・ヘル | 671億ドル  | 78   | メキシコ       | アメリカ・モービル、カルソ・グループ |
| 8    | チャールズ・コーク     | 600億ドル  | 82   | アメリカ合衆国 | コーク・インダストリーズ             |
| 9    | デイビッド・コーク     | 600億ドル  | 77   | アメリカ合衆国 | コーク・インダストリーズ             |
| 10   | ラリー・エリソン       | 585億ドル  | 73   | アメリカ合衆国 | オラクル                             |

### 2017年
フォーブス世界長者番付は30周年を迎え、ビル・ゲイツは4年連続で世界で最も豊かな人となった。純資産10億ドル以上のビリオネアは2043人に達し、1987年の統計開始以来初めて2000人を超えた。また、かつて世界長者番付でトップを4回に渡って取ったメキシコのカルロス・スリム・ヘルは12年ぶりにトップ5から転落した。
この年に大統領に就任したドナルド・トランプは前年から10億ドル減少し35億ドルで544位にランクインし、ストライプの創業者であるコリソン兄弟がスナップチャットの創業者二人と共に初ランクインし、弟のジョンは26歳で最年少のビリオネアとなった。
| 順位 | 氏名                     | 資産      | 年齢 | 国籍           | 富の源                               |
| ---- | ------------------------ | --------- | ---- | -------------- | ------------------------------------ |
| 1    | ビル・ゲイツ             | 860億ドル | 61   | アメリカ合衆国 | マイクロソフト                       |
| 2    | ウォーレン・バフェット   | 756億ドル | 86   | アメリカ合衆国 | バークシャー・ハサウェイ             |
| 3    | ジェフ・ベゾス           | 728億ドル | 53   | アメリカ合衆国 | Amazon.com                           |
| 4    | アマンシオ・オルテガ     | 713億ドル | 80   | スペイン       | インディテックス、ザラ               |
| 5    | マーク・ザッカーバーグ   | 560億ドル | 32   | アメリカ合衆国 | Facebook                             |
| 6    | カルロス・スリム・ヘル   | 545億ドル | 77   | メキシコ       | アメリカ・モービル、カルソ・グループ |
| 7    | ラリー・エリソン         | 522億ドル | 72   | アメリカ合衆国 | オラクル                             |
| 8    | チャールズ・コーク       | 483億ドル | 81   | アメリカ合衆国 | コーク・インダストリーズ             |
| 9    | デイビッド・コーク       | 483億ドル | 76   | アメリカ合衆国 | コーク・インダストリーズ             |
| 10   | マイケル・ブルームバーグ | 475億ドル | 75   | アメリカ合衆国 | ブルームバーグ                       |

### 2016年
2016年3月、アメリカの経済誌『フォーブス』は2016年版の世界長者番付（The World's Billionaires）を発表した。10億ドル以上の個人資産を持つ富豪は全世界に1,810人となり、国籍別ではアメリカ合衆国の540人が最高で、全体の約30%を占めている。世界第1位の億万長者はマイクロソフト創設者のビル・ゲイツが3年連続で1位となった。
| 順位 | 氏名                     | 資産      | 年齢 | 国籍           | 富の源                               |
| ---- | ------------------------ | --------- | ---- | -------------- | ------------------------------------ |
| 1    | ビル・ゲイツ             | 750億ドル | 60   | アメリカ合衆国 | マイクロソフト                       |
| 2    | アマンシオ・オルテガ     | 670億ドル | 79   | スペイン       | インディテックス、ザラ               |
| 3    | ウォーレン・バフェット   | 608億ドル | 85   | アメリカ合衆国 | バークシャー・ハサウェイ             |
| 4    | カルロス・スリム・ヘル   | 500億ドル | 76   | メキシコ       | アメリカ・モービル、カルソ・グループ |
| 5    | ジェフ・ベゾス           | 452億ドル | 52   | アメリカ合衆国 | Amazon.com                           |
| 6    | マーク・ザッカーバーグ   | 446億ドル | 31   | アメリカ合衆国 | Facebook                             |
| 7    | ラリー・エリソン         | 436億ドル | 71   | アメリカ合衆国 | オラクル                             |
| 8    | マイケル・ブルームバーグ | 400億ドル | 74   | アメリカ合衆国 | ブルームバーグ                       |
| 9    | チャールズ・コーク       | 396億ドル | 80   | アメリカ合衆国 | コーク・インダストリーズ             |
| 9    | デイビッド・コーク       | 396億ドル | 75   | アメリカ合衆国 | コーク・インダストリーズ             |

## 歴代の世界一の億万長者
| 年     | 氏名                   | 資産       | 国籍           | 富の源                               |
| 1987年 | 堤義明                 | 200億ドル  | 日本           | 西武グループ                         |
| 1988年 | 堤義明                 | 189億ドル  | 日本           | 西武グループ                         |
| 1989年 | 堤義明                 | 150億ドル  | 日本           | 西武グループ                         |
| 1990年 | 堤義明                 | 160億ドル  | 日本           | 西武グループ                         |
| 1991年 | 森泰吉郎               | 150億ドル  | 日本           | 森ビル                               |
| 1992年 | 森泰吉郎               | 130億ドル  | 日本           | 森ビル                               |
| 1993年 | 堤義明                 | 90億ドル   | 日本           | 西武グループ                         |
| 1994年 | 堤義明                 | 85億ドル   | 日本           | 西武グループ                         |
| 1995年 | ビル・ゲイツ           | 129億ドル  | アメリカ合衆国 | マイクロソフト                       |
| 1996年 | ビル・ゲイツ           | 180億ドル  | アメリカ合衆国 | マイクロソフト                       |
| 1997年 | ビル・ゲイツ           | 364億ドル  | アメリカ合衆国 | マイクロソフト                       |
| 1998年 | ビル・ゲイツ           | 510億ドル  | アメリカ合衆国 | マイクロソフト                       |
| 1999年 | ビル・ゲイツ           | 900億ドル  | アメリカ合衆国 | マイクロソフト                       |
| 2000年 | ビル・ゲイツ           | 600億ドル  | アメリカ合衆国 | マイクロソフト                       |
| 2001年 | ビル・ゲイツ           | 587億ドル  | アメリカ合衆国 | マイクロソフト                       |
| 2002年 | ビル・ゲイツ           | 528億ドル  | アメリカ合衆国 | マイクロソフト                       |
| 2003年 | ビル・ゲイツ           | 407億ドル  | アメリカ合衆国 | マイクロソフト                       |
| 2004年 | ビル・ゲイツ           | 460億ドル  | アメリカ合衆国 | マイクロソフト                       |
| 2005年 | ビル・ゲイツ           | 500億ドル  | アメリカ合衆国 | マイクロソフト                       |
| 2006年 | ビル・ゲイツ           | 500億ドル  | アメリカ合衆国 | マイクロソフト                       |
| 2007年 | ビル・ゲイツ           | 560億ドル  | アメリカ合衆国 | マイクロソフト                       |
| 2008年 | ウォーレン・バフェット | 620億ドル  | アメリカ合衆国 | バークシャー・ハサウェイ             |
| 2009年 | ビル・ゲイツ           | 400億ドル  | アメリカ合衆国 | マイクロソフト                       |
| 2010年 | カルロス・スリム・ヘル | 535億ドル  | メキシコ       | アメリカ・モービル、カルソ・グループ |
| 2011年 | カルロス・スリム・ヘル | 740億ドル  | メキシコ       | アメリカ・モービル、カルソ・グループ |
| 2012年 | カルロス・スリム・ヘル | 690億ドル  | メキシコ       | アメリカ・モービル、カルソ・グループ |
| 2013年 | カルロス・スリム・ヘル | 730億ドル  | メキシコ       | アメリカ・モービル、カルソ・グループ |
| 2014年 | ビル・ゲイツ           | 760億ドル  | アメリカ合衆国 | マイクロソフト                       |
| 2015年 | ビル・ゲイツ           | 792億ドル  | アメリカ合衆国 | マイクロソフト                       |
| 2016年 | ビル・ゲイツ           | 750億ドル  | アメリカ合衆国 | マイクロソフト                       |
| 2017年 | ビル・ゲイツ           | 860億ドル  | アメリカ合衆国 | マイクロソフト                       |
| 2018年 | ジェフ・ベゾス         | 1120億ドル | アメリカ合衆国 | Amazon.com                           |
| 2019年 | ジェフ・ベゾス         | 1310億ドル | アメリカ合衆国 | Amazon.com                           |
| 2020年 | ジェフ・ベゾス         | 1130億ドル | アメリカ合衆国 | Amazon.com                           |
| 2021年 | ジェフ・ベゾス         | 1770億ドル | アメリカ合衆国 | Amazon.com                           |
| 2022年 | イーロン・マスク       | 2190億ドル | アメリカ合衆国 | テスラ、スペースX                    |
| 2023年 | ベルナール・アルノー   | 2110億ドル | フランス       | LVMH                                 |
| 2024年 | ベルナール・アルノー   | 2330億ドル | フランス       | LVMH                                 |
| 2025年 | イーロン・マスク       | 3420億ドル | アメリカ合衆国 | テスラ、スペースX                    |

## 統計

### ビリオネアの数と純資産総額の推移
| 年     | ビリオネアの人数 | 純資産総額    |
| ------ | ---------------- | ------------- |
| 2021年 | 2,755人          | 13兆1000億ド  |
| 2020年 | 2,095人          | 8兆ドル       |
| 2019年 | 2,153人          | 8兆7000億ドル |
| 2018年 | 2,208人          | 9兆1000億ドル |
| 2017年 | 2,043人          | 7兆7000億ドル |
| 2016年 | 1,810人          | 6兆5000億ドル |
| 2015年 | 1,826人          | 7兆1000億ドル |
| 2014年 | 1,645人          | 6兆4000億ドル |
| 2013年 | 1,426人          | 5兆4000億ドル |
| 2012年 | 1,226人          | 4兆6000億ドル |
| 2011年 | 1,210人          | 4兆5000億ドル |
| 2010年 | 1,011人          | 3兆6000億ドル |
| 2009年 | 793人            | 2兆4000億ドル |
| 2008年 | 1,125人          | 4兆4000億ドル |
| 2007年 | 946人            | 3兆5000億ドル |
| 2006年 | 793人            | 2兆6000億ドル |
| 2005年 | 691人            | 2兆2000億ドル |
| 2004年 | 587人            | 1兆9000億ドル |
| 2003年 | 476人            | 1兆4000億ドル |
| 2002年 | 497人            | 1兆5000億ドル |
| 2001年 | 538人            | 1兆8000億ドル |
| 2000年 | 470人            | 8980億ドル    |

出典：Forbes 25th Anniversary Timeline

### 国籍別人数（2020年）
| 順位 | 国籍                           | 人数 |
| ---- | ------------------------------ | ---- |
| 1    | アメリカ                       | 614  |
| 2    | 中国                           | 389  |
| 3    | ドイツ                         | 107  |
| 4    | インド                         | 102  |
| 5    | ロシア                         | 99   |
| 6    | 香港                           | 66   |
| 7    | ブラジル                       | 45   |
| 7    | イギリス                       | 45   |
| 8    | カナダ                         | 44   |
| 9    | フランス                       | 39   |
| 10   | イタリア                       | 36   |
| 10   | 台湾                           | 36   |
| 11   | スイス                         | 35   |
| 12   | オーストラリア                 | 31   |
| 12   | スウェーデン                   | 31   |
| 13   | 韓国                           | 28   |
| 14   | 日本                           | 26   |
| 14   | シンガポール                   | 26   |
| 15   | スペイン                       | 24   |
| 16   | トルコ                         | 23   |
| 17   | タイ                           | 20   |
| 18   | イスラエル                     | 17   |
| 19   | インドネシア                   | 15   |
| 19   | フィリピン                     | 15   |
| 20   | メキシコ                       | 12   |
| 20   | ノルウェー                     | 12   |
| 20   | マレーシア                     | 12   |
| 21   | オランダ                       | 11   |
| 22   | オーストリア                   | 9    |
| 22   | アイルランド                   | 9    |
| 23   | チェコ                         | 8    |
| 23   | デンマーク                     | 8    |
| 24   | チリ                           | 7    |
| 25   | エジプト                       | 6    |
| 25   | フィンランド                   | 6    |
| 25   | ウクライナ                     | 6    |
| 25   | レバノン                       | 6    |
| 25   | ポーランド                     | 6    |
| 26   | カザフスタン                   | 4    |
| 26   | 南アフリカ                     | 4    |
| 26   | アルゼンチン                   | 4    |
| 26   | アラブ首長国連邦               | 4    |
| 26   | ベトナム                       | 4    |
| 27   | コロンビア                     | 3    |
| 27   | キプロス                       | 3    |
| 27   | ギリシャ                       | 3    |
| 27   | モナコ                         | 3    |
| 27   | ナイジェリア                   | 3    |
| 28   | ペルー                         | 2    |
| 28   | ニュージーランド               | 2    |
| 28   | セントクリストファー・ネイビス | 2    |
| 28   | ルーマニア                     | 2    |
| 28   | スロバキア                     | 2    |
| 29   | ネパール                       | 1    |
| 29   | ポルトガル                     | 1    |
| 29   | モロッコ                       | 1    |
| 29   | オマーン                       | 1    |
| 29   | ベルギー                       | 1    |
| 29   | ベネズエラ                     | 1    |
| 29   | アルジェリア                   | 1    |
| 29   | アンゴラ                       | 1    |
| 29   | エスワティニ                   | 1    |
| 29   | ジョージア                     | 1    |
| 29   | ガーンジー島                   | 1    |
| 29   | ハンガリー                     | 1    |
| 29   | アイスランド                   | 1    |
| 29   | リヒテンシュタイン             | 1    |
| 29   | マカオ                         | 1    |
| 29   | クウェート                     | 1    |
| 29   | タンザニア                     | 1    |
| 29   | ジンバブエ                     | 1    |
| 29   | カタール                       | 1    |

出典：The Countries With The Most Billionaires 2020

## 年度別世界長者番付
- 2019年度世界長者番付 (List of billionaires 2019)－ 2019年における億万長者
- 2018年度世界長者番付 (List of billionaires 2018)－ 2018年における億万長者
- 2017年度世界長者番付 (List of billionaires 2017)－ 2017年における億万長者
- 2016年度世界長者番付 (List of billionaires 2016)－ 2016年における億万長者
- 2015年度世界長者番付 (List of billionaires 2015)－ 2015年における億万長者
- 2014年度世界長者番付 (List of billionaires 2014)－ 2014年における億万長者
- 2013年度世界長者番付 (List of billionaires 2013)－ 2013年における億万長者
- 2012年度世界長者番付 (List of billionaires 2012)－ 2012年における億万長者
- 2011年度世界長者番付 (List of billionaires 2011)－ 2011年における億万長者
- 2010年度世界長者番付 (List of billionaires 2010)－ 2010年における億万長者
- 2009年度世界長者番付 (List of billionaires 2009)－ 2009年における億万長者
- 2008年度世界長者番付 (List of billionaires 2008)－ 2008年における億万長者
- 2007年度世界長者番付 (List of billionaires 2007)－ 2007年における億万長者
- 2006年度世界長者番付 (List of billionaires 2006)－ 2006年における億万長者
- 2005年度世界長者番付 (List of billionaires 2005)－ 2005年における億万長者
- 2004年度世界長者番付 (List of billionaires 2004)－ 2004年における億万長者
- 2003年度世界長者番付 (List of billionaires 2003)－ 2003年における億万長者
- 2002年度世界長者番付 (List of billionaires 2002)－ 2002年における億万長者
- 2001年度世界長者番付 (List of billionaires 2001)－ 2001年における億万長者
- 2000年度世界長者番付 (List of billionaires 2000)－ 2000年における億万長者